# Fragole & pugnali
Fragole & pugnali è un album musicale di Goran Kuzminac uscito nel 1996.

## Tracce
1. Mississippi – 4:24
2. Fragole e pugnali – 3:34
3. Primavera – 3:38
4. Merilù – 4:14
5. Le ragazze di domani – 3:42
6. Valentina – 2:57
7. E mi sorprende – 2:57
8. Terra e cielo – 4:35
9. Oltre le parole – 4:09
10. Al centro di niente – 3:36
11. Stringiti a me – 5:17
12. Lo chiamavamo jazz – 4:02